# 시마네현도 제323호선
시마네현도 제323호 이케다 나카마치 선(일본어: 島根県道323号池田中町線)은 오키군 오키노시마정의 하라다와 나카마치를 연결시켜 주는 일반 현도이다.

## 노선 정보
- 기점 : 오키군 오키노시마정 하라다 (국도 제485호선과 교차)
- 종점 : 오키군 오키노시마정 나카마치

## 지리
- 통과하는 지자체 : 오키군 오키노시마정
- 접속하는 도로 : 다음과 같음.
  - 국도 제485호선 : 오키군 오키노시마정 하라다(기점), 나카마치
  - 시마네현도 제47호선 : 오키군 오키노시마정 사카에마치
- 연선별 주요 시설 : 다음과 같음.
  - 시마네현립 오키 고등학교
  - 시마네현립 오키 양호학교
  - 사이고 해상보안청
  - 사이고 관측소
  - 사이고항
- 주요 명소 : 오키 고쿠분지